# Liste des parcs de loisirs d'Amérique
 (mars 2025).
Liste des parcs d'attractions d'Amérique.

## Amérique du Nord

### Canada

#### Colombie-Britannique
- Playland, Vancouver, Colombie-Britannique

#### Nouvelle-Écosse
- Parc Upper Clements, Clementsport, Nouvelle-Écosse

#### Alberta
- Calaway Park, Calgary
- Galaxyland, Edmonton

#### Nouveau-Brunswick
- Palais Crystal, Dieppe
- Magic Mountain Water Park, Moncton

#### Ontario
- African Lion Safari, Hamilton
- Canada's Wonderland, Vaughan
- Crystal Beach, Fort Erie
- Funlight, Ottawa
- Logos Land, Cobden
- Marineland, Niagara Falls
- Playdium, Mississauga
- Santa's Village, Bracebridge
- Froster Soak City
- Storybook Gardens, London
- Storyland, Renfrew
- Wild Water Kingdom, Brampton
- Calypso Park, Limoges

#### Toronto
- Centreville Amusement Park à Toronto Islands
- Exhibition Place
- Ontario Place
- Sunnyside Amusement Park

#### Québec
- La Ronde Six Flags, Montréal
- Village Vacances Valcartier, Saint-Gabriel-de-Valcartier

### Mexique

#### Aguascalientes
- La Estacion Theme Park, Aguascalientes

#### Jalisco
- Sea Life Park Vallarta, Puerto Vallarta, Jalisco
- Selva Mágica, Guadalajara

#### Mexico
- La Feria Chapultepec Mágico
- Six Flags Mexico

#### Nuevo León
- Parque Plaza Sesamo

#### Puebla
- Valle Fantastico
- Africam Safari

#### Quintana Roo
Cancún - Isla Mujeres
- Garrafon National Reef Park
- Dolphin Discovery, Isla Mujeres
- Turtle Farm
- Wet'n Wild

Cozumel
- Chankanaab Park
- Dolphin Discovery Cozumel

Riviera Maya
- Aktun Chen
- Croco-Cun
- Dolphin Discovery
- Selvática
- Xcaret Eco Park
- Xel-Há Water Park

#### Porto Rico
- Fun Valley Park, Arecibo
- Villa Campestre, Guynado
- WonderPark, Carolina
- WonderPark, Bayamón
- Bayamon Science Park, Bayamón
- Children's Dream Park, Añasco
- Cayo Lobos Marine Park, Cayo Lobos

#### Jamaïque
- Anancy Fun Park, Negril
- Mystic Mountain, Ocho Rios
- Hope Fun Park, Kingston
- Aquasol Theme Park, Montego Bay
- Cool Runnings Water Park, Negril

## Amérique du Sud

### Argentine
- Parque de la Ciudad, Buenos Aires
- Parque de la Costa, Tigre, Province de Buenos Aires

### Brésil
- Hopi Hari, Vinhedo, São Paulo
- Wet'n'Wild, Vinhedo, São Paulo
- PlayCenter, São Paulo
- Beto Carrero World, Penha, Santa Catarina
- O Mundo da Xuxa, São Paulo
- Parque da Mônica, São Paulo
- Cidade da Criança, São Bernardo do Campo, São Paulo
- Hot Zone, São Paulo
- Lazershots, São Paulo
- Magic City, Suzano, São Paulo
- Playland, São Paulo
- NeoGeo World, São Paulo
- Amazing Balls, São Paulo
- Parque Marisa, São Paulo
- Mirabilandia, Pernambuco
- Nicolândia Center Park, Distrito Federal
- « Rio Water Planet »(Archive.org • Wikiwix • Archive.is • Google • Que faire ?), Rio de Janeiro
- Terra Encantada, Rio de Janeiro
- Play City, Rio de Janeiro
- Parque Guanabara, Belo Horizonte
- Tivoli Parque, Rio de Janeiro
- Balarilandia, Rio de Janeiro
- Hot Zone, Rio de Janeiro
- Veneza Water Park, Pernambouc
- Beach Park, Ceará

### Chili
- Fantasilandia, Santiago du Chili

### Colombie
- Colombian National Coffee Park, Quindío
- Divercity, Bogota
- Mundo Aventura, Bogota
- PANACA, Quindío
- Parque Norte, Medellín
- Salitre Magico, Bogota
- Manoa Parque, entre Tuta y Paipa, Boyaca

### Équateur
- Vulqano Park, Quito

### Venezuela
- La Venezuela de Antier, Mérida, État de Mérida
- Los Aleros, Mérida, État de Mérida
- Musipan, Isla Margarita, Nueva Esparta